# The Prize Winner of Defiance, Ohio
„Печелившата от Дефайънс, Охайо“ (на английски: The Prize Winner of Defiance, Ohio) е американска биографична драма от 2005 г., написан и режисиран от Джейн Андерсън, базиран е на книгата от Тери Райън, и участват Джулиан Мур, Уди Харелсън и Лора Дърн. Премиерата на филма е на 14 октомври 2005 г. и е разпространен от „Го Фиш Пикчърс“ чрез „Дриймуъркс Пикчърс“.